# کباب سلطانی
کباب سلطانی یکی از کباب‌های سنتی و مشهور ایرانی است، که مخلوطی از کباب‌های برگ و کوبیده است.